# ماري ماك أليس

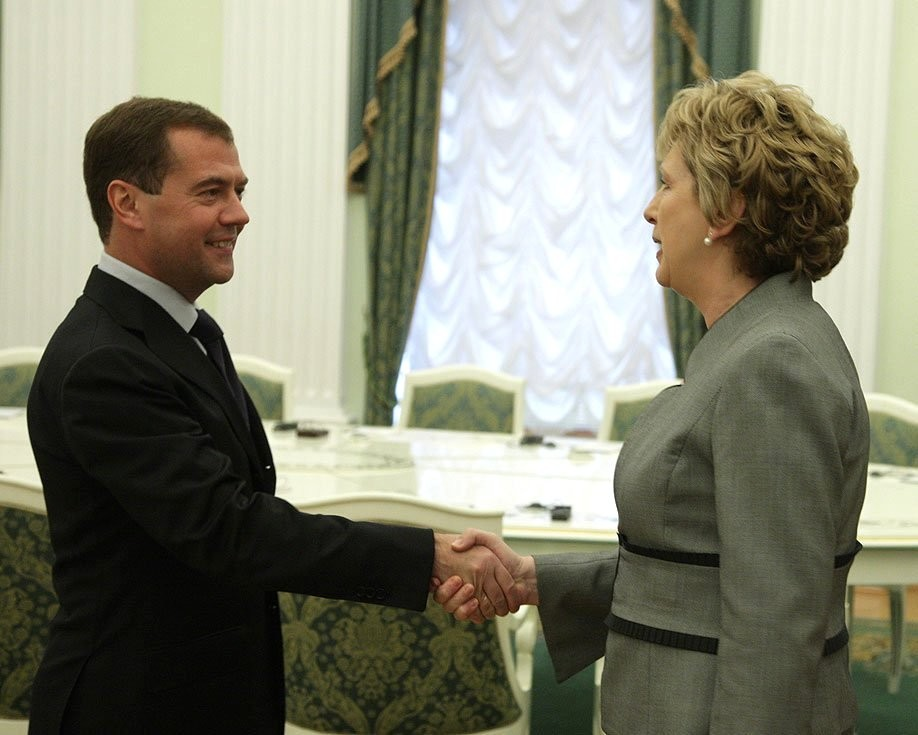

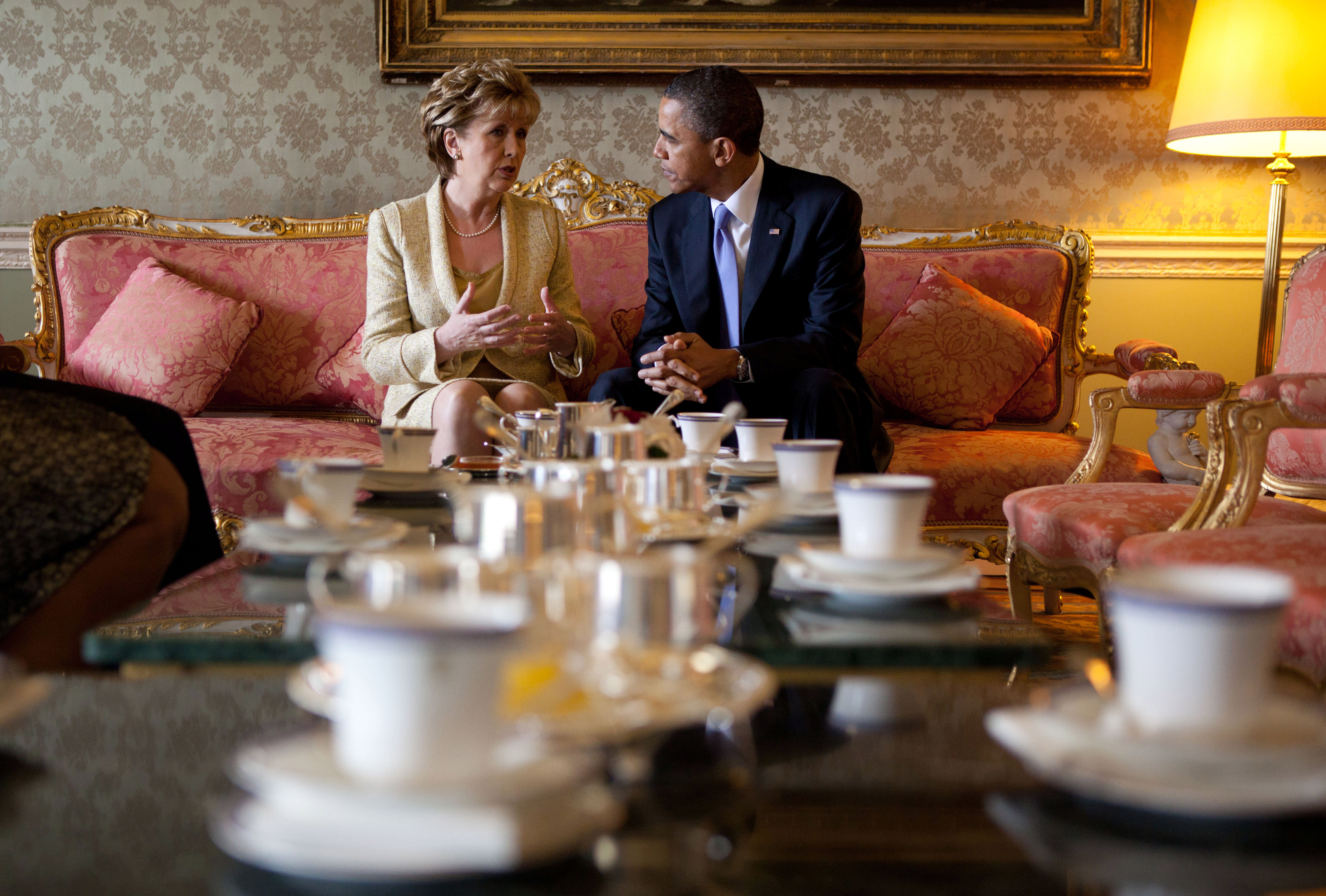
في لقاء مع باراك اوباما في 23 مايو 2011

ماري ماك اليس (بالإنجليزية: Mary Patricia McAleese) محامية وناشطة أيرلندية وأكاديمية ومؤلفة وسياسية سابقة شغلت منصب الرئيس الثامن لأيرلندا من نوفمبر 1997 إلى نوفمبر 2011. انتُخبت ماكاليس رئيسةً لأول مرة في عام 1997، بعد أن حصلت على ترشيح حزب فيانا فايل. خلفت ماري روبنسون، ما جعلها ثاني رئيسة لأيرلندا، وأول امرأة في العالم تخلف امرأة أخرى كرئيسة. رشحت نفسها لإعادة انتخابها في عام 2004 وعادت دون معارضة لولاية ثانية. كانت ماكاليس أول رئيسة لأيرلندا تتولى الحكم من منطقتي أيرلندا الشمالية وأولستر.
حصلت ماكاليس-- على شهادة في القانون من جامعة كوينز بلفاست. عُينت في عام 1975 أستاذة للقانون الجنائي وعلم الإجرام وعلم العقوبات في كلية ترينيتي دبلن، وفي عام 1987 عادت إلى جامعتها الأم كوينز، لتصبح مديرة لمعهد الدراسات القانونية المهنية. أصبحت في عام 1994 أول امرأة تتولى منصب نائب رئيس جامعة كوينز. عملت محامية بالقضاء العالي وصحفية في راديو وتلفزيون أيرلندا. كانت زميلة فخرية في كلية سانت إدموند في كامبريدج. حصلت أيضًا على دكتوراه في القانون الكنسي الكاثوليكي.
استغلت ماكاليس فترة ولايتها لمعالجة قضايا تخص العدالة والمساواة الاجتماعية والاندماج الاجتماعي ومناهضة الطائفية والمصالحة. وصفت موضوع رئاستها بأنه «بناء جسور» وتجسد بناء الجسور هذا في محاولاتها التواصل مع المجتمع الوحدوي في أيرلندا الشمالية. شملت هذه الخطوات الاحتفال بيوم الثاني عشر من يوليو في آراس آن أختارين وتناول القربان في كاتدرائية كنيسة أيرلندا في دبلن، الأمر الذي تعرضت بسببه لبعض الانتقادات من بعض الرتبة الكاثوليكية الأيرلندية. كانت ماكاليس كاثوليكية، إلا أنها عبرت عن آراء ليبرالية بشأن المثلية وكهنوت المرأة. كانت عضوة في مجلس قيادات النساء العالميات، واحتلت المرتبة 64 في قائمة أقوى النساء في العالم التي تضعها مجلة فوربس. حظيت مكاليس بشعبية كبيرة رغم بعض الخلافات البسيطة، ويعدّ ترأسها للبلاد ناجحًا.

## خلفيتها وحياتها العائلية
ولدت ماري باتريشيا لينيغان في منطقة أردوين شمال مدينة بلفاست، لوالدها بايدي لينيغان من كروغان في مقاطعة روسكومون، ووالدتها كلير ماك مانوس من مقاطعة أنتريم. تنتمي لينيغان إلى الديانة الكاثوليكية، إلا أنها نشأت في حي يغلب عليه السكان البروتستانت. أجبر الموالون (الموالون للبريطانيين) عائلتها مغادرة المنطقة عند اندلاع الاضطرابات. تلقت تعليمها في مدرسة سانت دومينيك الثانوية للبنات، وهي مدرسة قواعد كاثوليكية للفتيات في بلفاست. درست القانون في جامعة كوينز بلفاست، وتخرجت عام 1973 بدرجة بكالوريوس في الحقوق (مرتبة الشرف). قُبلت في نقابة المحامين في أيرلندا الشمالية عام 1974، وقُبلت لاحقًا لممارسة المحاماة في نقابة المحامين الأيرلندية.
تزوجت ماري من مارتن ماكاليس في عام 1976، وكان محاسبًا وطبيب أسنان، وقد ساعد زوجته في بعض مبادراتها كرئيسة للبلاد. أنجبا ثلاثة أطفال: إيما، المولودة عام 1982 والتي تخرجت كمهندسة من كلية دبلن الجامعية وتخرجت كطبيبة أسنان من كلية ترينيتي في دبلن، والتوأم المولودان عام 1985، جاستين، وهو محاسب حاصل على درجة الماجستير من كلية دبلن الجامعية، وسارة ماي، التي حصلت على درجة الماجستير في الكيمياء الحيوية من جامعة أكسفورد. تحدث جاستين علانية عن نشأته مثليًا قبيل استفتاء المساواة في الزواج عام 2015.
اعتادت قضاء بعض الوقت مع الراهبات الفرنسيسكانيات الفقيرات كل عام.

## بداية مسيرتها المهنية
عًينت في عام 1975 بعد مضيّ عامٍ على ممارسة المحاماة في بلفاست، أستاذة «ريد» للقانون الجنائي وعلم الإجرام وعلم العقوبة في كلية ترينتي بدبلن، خلفًا لماري روبنسون. ترأست أيضًا في عام 1975 اجتماعًا في ليبرتي هول دعا إلى حق المرأة في الاختيار ونُقل عنها قولها: «أرى في عدم توفير الإجهاض قضية حقوق إنسان». ادّعت لاحقًا أنها فهمت أن طبيعة الاجتماع ستكون مناقشة بين جميع الأطراف والآراء.
عملت خلال نفس العقد كمستشارة قانونية وعضوة مؤسسة في حملة إصلاح قانون المثلية الجنسية. تركت هذا المنصب في عام 1979، للانضمام إلى راديو وتلفزيون أيرلندا كصحفية ومقدمة برامج، خلال فترة واحدة كمراسلة ومقدمة لبرنامج فرونت لاين الذي استُبدل لاحقًا ببرنامج توداي تونايت في عام 1980. تعرضت وأليكس وايت (منتج تلفزيوني آنذاك ولاحقًا نائب في حزب العمال) في راديو وتلفزيون أيرلندا للهجوم والانتقاد من قبل مجموعة قادها إيغان هاريس، المرتبط بحزب العمال، بسبب تحيزهما المتصور تجاه الجماعات الجمهورية في الشمال. اعتادت مكاليس انتقاد الجيش الجمهوري الأيرلندي المؤقت، لكنها اعتقدت أنه من المهم الاستماع إلى روايتهم للقصة، إذ عارضت دعم فصيل هاريس للمادة 31، التي اعتقدت أنها تمثل هجومًا على حرية التعبير.
عادت في عام 1981 إلى منصب أستاذية ريد، لكنها استمرت في العمل بدوام جزئي لصالح راديو وتلفزيون أيرلندا لمدة أربع سنوات أخرى. عادت في عام 1987 إلى جامعة كوينز لتصبح مديرة لمعهد الدراسات القانونية المهنية. ترشحت، دون جدوى، كمرشحة عن حزب فيانا فايل في دائرة دبلن الجنوبية الشرقية في الانتخابات العامة لعام 1987، وحصلت على 2243 صوتًا (5.9%).
تمتعت مكاليس بتاريخ طويل من المشاركة في المسكونية ومناهضة الطائفية. شاركت في رئاسة الفريق العامل المعني بالطائفية الذي أنشأه اجتماع الكنائس الأيرلندية المشتركة في عام 1991، وقد وصفت الأستاذة ماريان إليوت تقرير (1993) بأنه «أبرز» عمل لاجتماعات الكنائس المشتركة. كانت السيدة مكاليس مؤلفة ومقدمة لسلسلة إذاعية ناجحة على إذاعة بي بي سي ألستر بعنوان «العقل البروتستانتي» والتي شجعت المجتمعات المنقسمة في أيرلندا الشمالية على محاولة وضع نفسها مكان الآخر.
عملت ماكاليس عضوة في وفد الكنيسة الكاثوليكية الأسقفية إلى منتدى أيرلندا الجديدة عام 1984، وعضوة في وفد الكنيسة الكاثوليكية إلى لجنة أيرلندا الشمالية المعنية بالمسيرات الخلافية عام 1996. كانت أيضًا مندوبة في مؤتمر البيت الأبيض لعام 1995 حول التجارة والاستثمار في أيرلندا ومؤتمر بيتسبرغ اللاحق في عام 1996. أصبحت نائبة رئيس جامعة كوينز بلفاست.
شغلت مكاليس المناصب التالية قبل أن تصبح رئيسة في عام 1997: مديرة في تلفزيون القناة الرابعة، ومديرة في مؤسسة كهرباء أيرلندا الشمالية، ومديرة المجموعة الملكية للمستشفيات، وعضوة مؤسسة في اللجنة الأيرلندية للسجناء في الخارج.

### الصين
سعت مكاليس بقوة إلى تعزيز العلاقات الوثيقة بين أيرلندا وجمهورية الصين الشعبية، واجتمعت بشكل متكرر مع مسؤولين من الحزب الشيوعي الصيني الحاكم في ذلك البلد، بمن فيهم شي جين بينغ والرئيس السابق هو جينتاو. رفضت مكاليس بصفتها رئيسة كلية ترينيتي، السماح لمجلس الإدارة بمنح الدالاي الدرجة الفخرية، مشيرة إلى وجود طلاب صينيين في الجامعة وصرّحت بأن «تكريم الراهب التبتي سيؤدي بلا شك إلى مشاكل وعواقب خطيرة مع السفير الصيني، وأضافت أن الصينيين سيفسرون الجائزة على أنها البحث عن المتاعب، إذ تعتبره الصين زعيمًا دينيًا وسياسيًا». أفادت صحيفة صنداي إندبندنت أن «الجامعات الصينية وفرت رابع أعلى مبلغ للتعاون غير المرتبط بالاتحاد الأوروبي مع ترينيتي على مدى السنوات العشر الماضية، وبلغ عدد المنشورات المشتركة 581».

## روابط خارجية
- ماري ماك أليس على موقع الموسوعة البريطانية (الإنجليزية)
- ماري ماك أليس على موقع مونزينجر (الألمانية)
- ماري ماك أليس على موقع إن إن دي بي (الإنجليزية)